# Liechtenstein
Liechtenstein (pronunțat în germană, [ˈlɪçtn̩ʃtaɪn]), oficial Principatul Liechtenstein (germană Fürstentum Liechtenstein; ), este un microstat germanofon din Europa Centrală. Este o monarhie constituțională cu rang de principat, condus de principele de Liechtenstein.
Liechtenstein se învecinează cu Elveția la vest și la sud și cu Austria la est și la nord. Are o suprafață puțin mai mare de 160 km² și o populație de circa 37.000 de locuitori. Împărțit în 11 comune, capitala sa este Vaduz, iar cel mai mare oraș este Schaan.
Economic, Liechtenstein este pe locul al treilea în lume la produsul intern brut pe cap de locuitor ajustat după paritatea puterii de cumpărare, după Qatar și Luxemburg, și pe locul 1 în valoare absolută. Rata șomajului este una din cele mai mici din lume, de 1,5%.
Țară alpină, Liechtenstein este predominant muntoasă, fiind o destinațe de sporturi de iarnă. Mai multe zone cultivate și mici ferme se găsesc atât în sud (Oberland, țara de sus) și nord (Unterland, țara de jos). Țara are un sector financiar puternic, centrat în Vaduz. Liechtenstein este membră a Asociației Europene a Liberului Schimb și, deși nu este membră a UE, participă la Spațiul Schengen și la Zona Economică Europeană. Este în uniune vamală și uniune monetară cu Elveția.

## Istorie

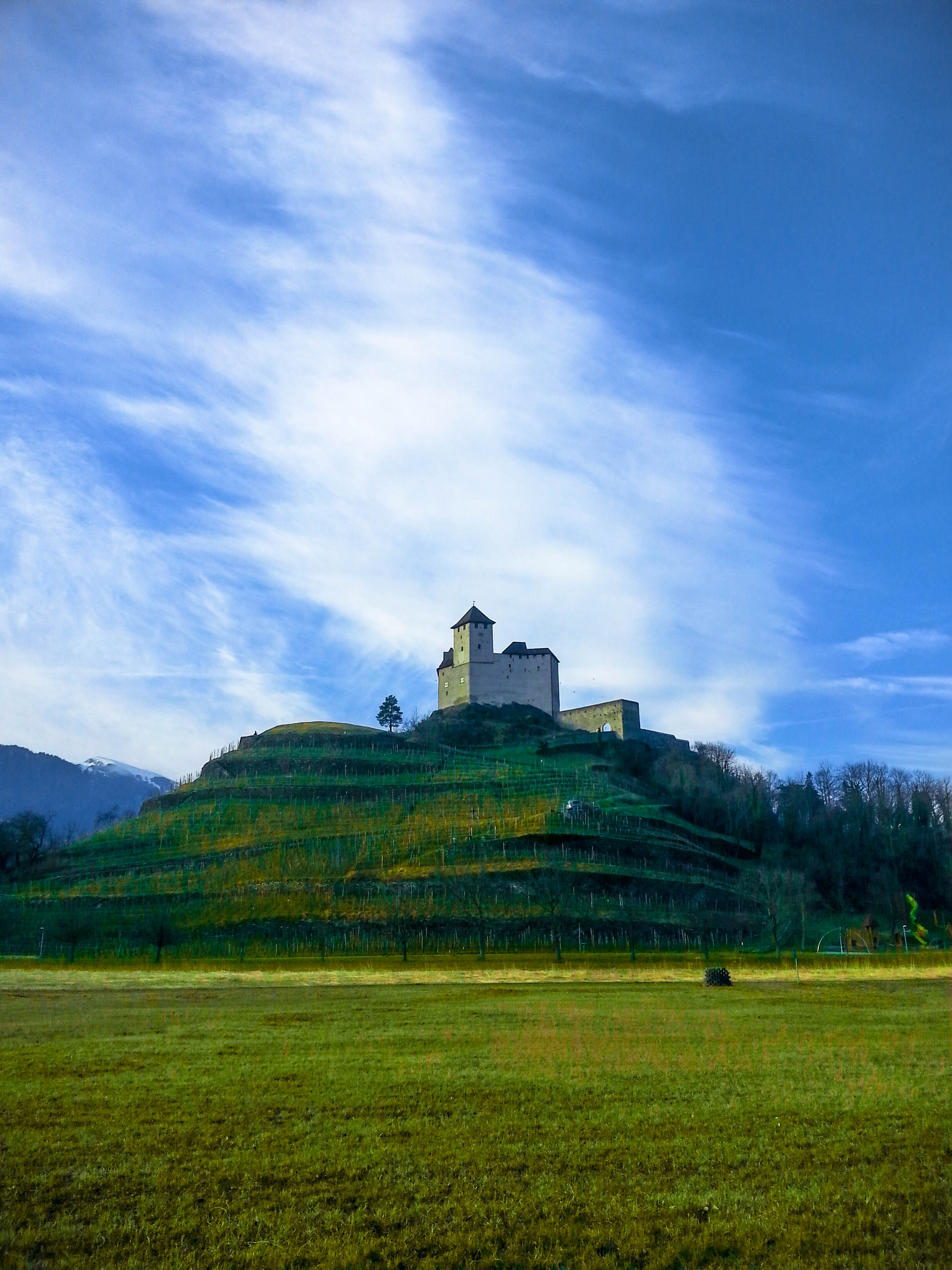
Castelul "Gutenberg" (Balzers, Liechtenstein)

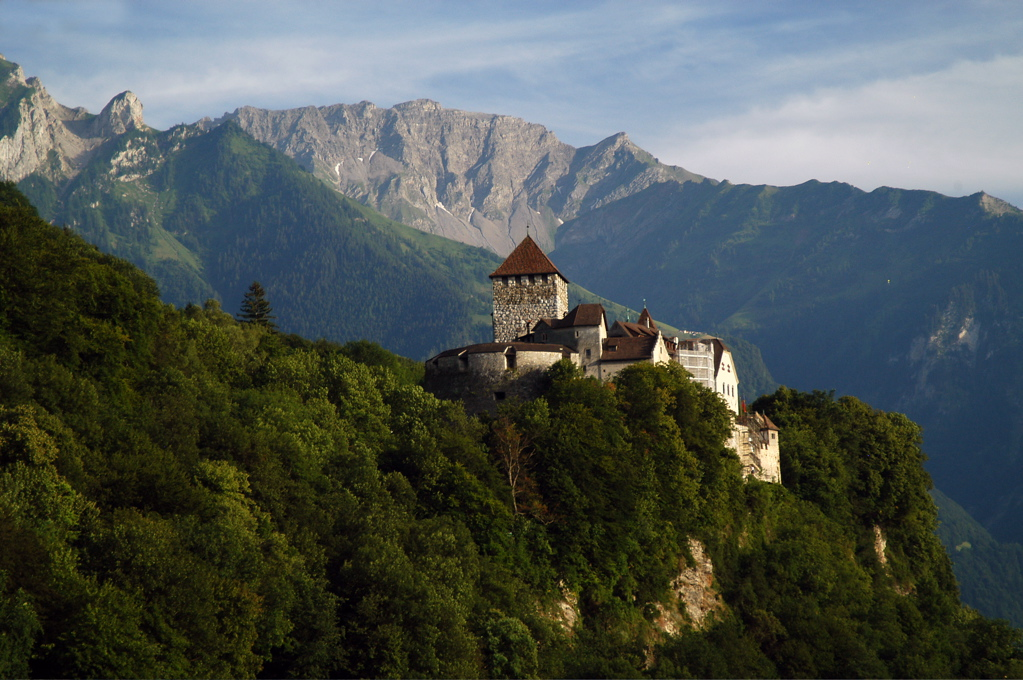
Castelul "Vaduz", pe un deal de lângă capitală, este reședința principelui de Liechtenstein.

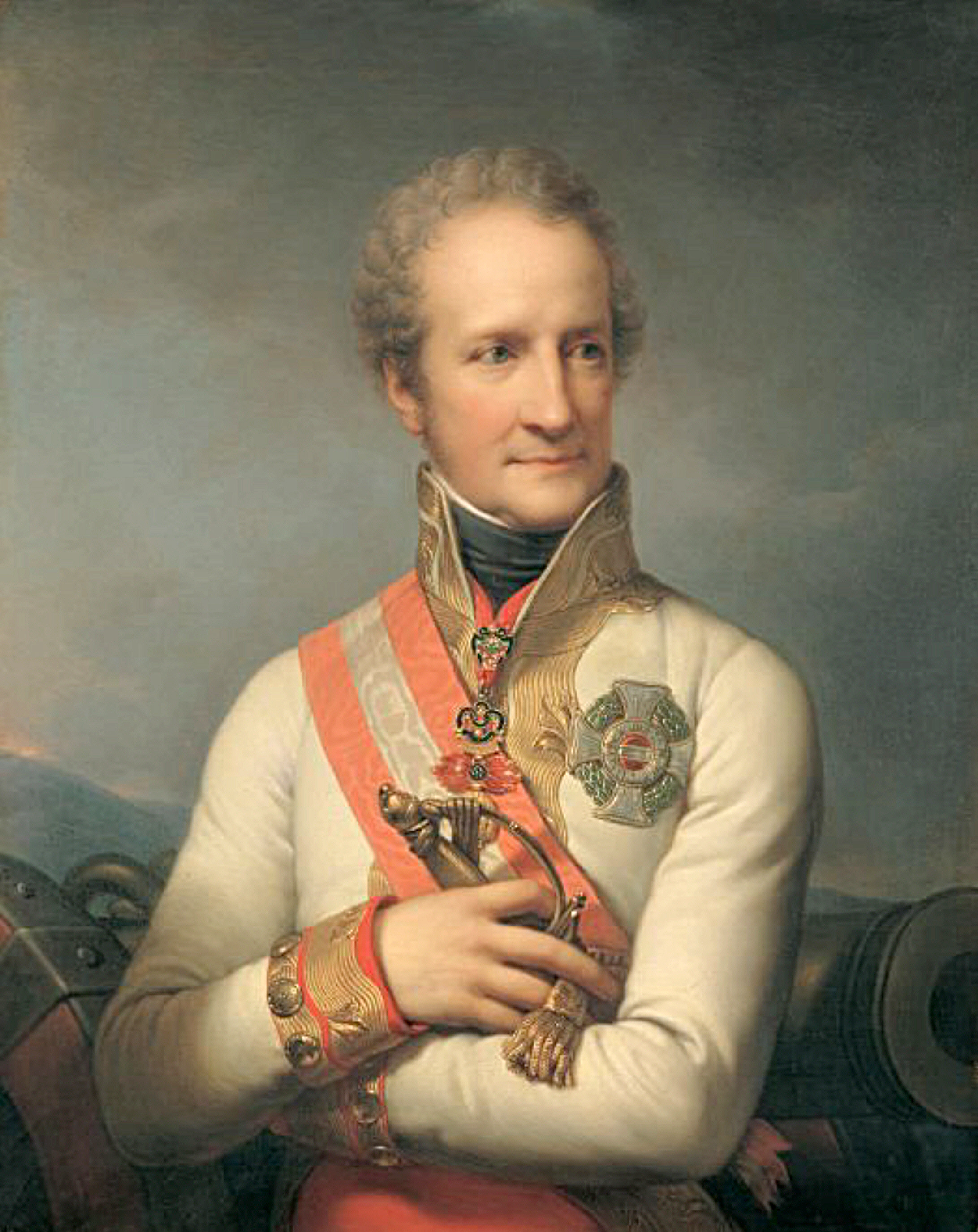
Johann I Joseph, principe de Liechtenstein între 1805 și 1806 și între 1814 și 1836.

### Istoria timpurie
Cele mai vechi urme de prezență a hominizilor în Liechtenstein datează din paleoliticul mijlociu. Așezări agrare neolitice au fost înființate în zonele de vale pe la 5300 î.e.n.
Culturile Hallstatt și La Tène au înflorit spre sfârșitul Epocii Fierului de pe la 450 î.e.n., posibil sub influența civilizațiilor greacă și etruscă. Una dintre cele mai importante grupări tribale din regiunea alpină au fost helvetii. În 58 î.e.n., în bătălia de la Bibracte, Julius Cezar a învins triburile alpine, aducând regiunea sub controlul Imperiului Roman. În anul 15 î.e.n., Tiberius, care urma să fie al doilea împărat roman, împreună cu fratele său Drusus, cucerise întreaga zonă alpină. Liechtenstein a fost integrat în provincia romană Raetia. Zona a fost administrată de armata romană, care a menținut o tabără legionară mare denumită Brigantium (Austria) lângă Lacul Konstanz și la Magia (Elveția). Un drum roman trecea prin teritoriu. În 259/260 Brigantium a fost distrus de alemani, un popor germanic care s-a stabilit în zonă pe la 450.
În Evul Mediu Timpuriu, alemanii colonizaseră estul platoului Elvețian în secolul al V-lea și văile Alpilor la sfârșitul secolului al VIII-lea. Liechtenstein a format o parte a zonei estice de graniță a Alemaniei. Întreaga regiune a devenit parte a Imperiului Franc în secolul al VI-lea după victoria lui Clovis I asupra alemanilor la Tolbiac în 504.
Liechtenstein a rămas sub hegemonie francă (dinastiile merovingiană și carolingiană) până când imperiul a fost divizat prin tratatul de la Verdun în 843 e.n. după moartea lui Carol cel Mare. Teritoriul Liechtensteinului de astăzi a aparținut Franciei de Est până când a fost reunificat cu Francia Mijlocie sub Sfântul Imperiu Roman pe la 1000 e.n. Până pe la 1100, limba predominantă în zonă era retoromana, dar după aceea, germana a câștigat teren, iar în 1300 o populație alemanică, denumită walserii (cu originea în zona Valais) a pătruns în regiune. În secolul al XXI-lea, în satul montan Triesenberg încă se mai vorbește un străvechi dialect walser.

### Fondarea unei dinastii
În 1200, dominioanele de pe platoul Alpin ajunseseră să fie controlate de casele de Savoia, Zähringer, Habsburg și Kyburg. Altor regiuni li s-a acordat imediațiune imperială, un statut care presupunea că trecătorile montane de pe teritoriul lor se află sub control direct al împăratului, nu prin intermediul vreunui nobil local. La căderea dinastiei Kyburg în 1264, Habsburgii în frunte cu regele Rudolph I (sfânt împărat roman în 1273) și-au extins teritoriul în platoul Alpin răsăritean ce cuprindea teritoriul Liechtensteinului. Această regiune a fost acordată ca fief conților de Hohenems înainte de apariția dinastiei Liechtenstein.
În 1396, Vaduz (zona sudică a Liechtensteinului) a fost ridicată la statutul de „imediațiune imperială” și supusă direct împăratului Sfântului Imperiu Roman.
Familia de la care își trage numele principatul își ia și ea la rândul ei numele de la Castelul Liechtenstein din Austria Inferioară, castel ce a fost în posesia familiei cel puțin din 1140 până în secolul al XIII-lea și din nou din 1807 încoace. Familia Liechtenstein a achiziționat numeroase moșii, predominant în Moravia, Austria Inferioară, Silezia și Styria. Cum aceste teritorii erau toate fiefuri feudale primite de la nobili de rang mai înalt, în special membri ai diverselor ramuri ale Habsburgilor, dinastia de Liechtenstein nu putea îndeplini cerința de bază pentru a obține un loc în dieta imperială, Reichstagul. Deși câțiva principi de Liechtenstein au slujit ca sfetnici apropiați mai multor domnitori Habsburgi, fără a avea teritorii deținute direct de la tronul imperial, aceștia aveau o putere restrânsă în Sfântul Imperiu Roman.
Din acest motiv, familia căuta să obțină pământuri care să poată fi clasificate ca unmittelbar („neintermediate”), sau deținute fără vreo legătură de vasalitate față de altcineva, ci direct de la sfântul împărat roman. La începutul secolului al XVII-lea, Karl I de Liechtenstein a fost făcut Fürst (principe) de către sfântul împărat roman Matia după ce l-a susținut într-o luptă politică. Lui Hans-Adam I i s-a permis să achiziționeze minusculul Herrschaft Schellenberg și comitatul Vaduz (în 1699, respectiv 1712) de la familia Hohenems. Micul teritoriu Schellenberg și Vaduz avea exact statutul politic necesar: nu avea niciun stăpân feudal afară de suveranul comital și de împărat.

### Principatul
La 23 ianuarie 1719, după ce pământul a fost cumpărat, Carol al VI-lea, sfânt împărat roman, a decretat unirea Vaduzului și Schellenbergului și ridicarea teritoriului nou format la rang de  Fürstentum (principat) cu numele de „Liechtenstein” în onoarea „fidelului [său] slujitor, Anton Florian de Liechtenstein”. A fost data la care Liechtenstein a devenit stat suveran membru al Sfântului Imperiu Roman. Stă mărturie pentru rolul pur politic al achiziției faptul că principii de Liechtenstein și-au vizitat pentru prima oară principatul abia aproape 100 de ani mai târziu.
Până la începutul secolului al XIX-lea, ca urmare a războaielor napoleoniene din Europa, Sfântul Imperiu Roman a fost ocupat și efectiv controlat de Franța, în urma grelei înfrângeri de la Austerlitz în fața lui Napoleon în 1806. Împăratul Francisc al II-lea a abdicat, punând capăt existenței de 960 de ani a guvernului feudal imperial. Napoleon a reorganizat mare parte a Imperiului în Confederația Rinului. Această restructurare politică a avut vaste consecințe pentru Liechtenstein: instituțiile politice și legale istorice imperiale fuseseră dizolvate. Statul a încetat să datoreze vreo obligație vreunui alt stăpân feudal din afara granițelor sale.
Publicațiile moderne pun în general suveranitatea Liechtensteinului pe seama acestor evenimente. Principele a încetat să mai datoreze vreo obligație vreunui suzeran. Din 25 iulie 1806, când a fost înființată Confederația Rinului, principele de Liechtenstein a fost membru, de fapt vasal al hegemonului acesteia, cu titlu de protector, împăratul francez Napoleon I, până la dizolvarea confederației la 19 octombrie 1813.
Curând după aceasta, Liechtenstein a aderat la Confederația Germană (20 iunie 1815  – 24 august 1866), prezidată de împăratul Austriei.
În 1818, principele Johann I a acordat teritoriului o constituție limitată. În același an, principele Aloys a devenit primul membru al casei de Liechtenstein care a pus piciorul pe teritoriul ce îi purta numele. Următoarea vizită avea să vină în 1842.
De-a lungul secolului al XIX-lea au avut loc următoarele evenimente:
- 1836, s-a deschis prima fabrică, ce producea ceramică.
- 1861, a fost înființată Banca de Economii și Împrumuturi împreună cu prima fabrică de țesături.
- 1868, Armata Liechtensteinului a fost desființată din motive financiare.
- 1872, s-a construit prima cale ferată între Elveția și Imperiul Austro-Ungar prin Liechtenstein.
- 1886, s-au construit două poduri peste Rin către Elveția.

### Secolul al XX-lea
Până la sfârșitul Primului Război Mondial, Liechtenstein a avut legături strânse mai întâi cu Imperiul Austriac și apoi cu Austro-Ungaria; principii domnitori continuau să-și tragă mare parte din avere din moșiile din teriitoriile habsburgice, și petreceau mare parte din timp la cele două palate ale lor din Viena. Devastarea economică produsă de război a obligat țara să încheie o uniune monetară și vamală cu celălalt vecin, Elveția.
La momentul dizolvării Imperiului Austro-Ungar, s-a afirmat că Liechtenstein, ca fief al Sfântului Imperiu Roman, nu mai avea nicio obligație față de Austria independentă, întrucât aceasta din urmă nu se considera succesor legal al Imperiului. Există o contradicție între aceasta și percepția familiei Liechtenstein că împăratul austro-ungar detronat încă mai deținea o moștenire abstractă asupra Sfântului Imperiu Roman.
În 1929, a venit pe tron principele Franz I de 75 de ani. Franz tocmai se căsătorise cu Elisabeth von Gutmann, o femeie înstărită din Viena. Deși Liechtenstein nu avea înregistrat vreun partid nazist, în cadrul Partidului Uniunea Națională a apărut o mișcare cu simpatii naziste.
Naziștii locali din Liechtenstein au identificat-o pe Elisabeth ca „problema lor evreiască”.
În martie 1938, imediat după anexarea Austriei de către Germania Nazistă, principele Franz l-a numit pe vărul său, principele Franz Joseph, regent și prinț moștenitor. Franz a murit în luna iulie a aceluiași an, iar Franz Joseph i-a urmat pe tron. Franz Joseph al II-lea se mutase în Liechtenstein pentru prima oară în 1938, la câteva zile după anexare.
În timpul celui de al Doilea Război Mondial, Liechtenstein a rămas oficial stat neutru, căutând asistență și îndrumare de la Elveția vecină, în timp ce tezaurul familiei din posesiunile dinastice din Boemia, Moravia și Silezia a fost adus în Liechtenstein pentru păstrare. La încheierea conflictului, Cehoslovacia și Polonia, încercând să confiște ceea ce ele considerau a fi posesiuni germane, au expropriat toate proprietățile familiei Liechtenstein din aceste trei regiuni. Exproprierile (subiect de dispută legală modernă la Curtea Internațională de Justiție) vizau peste 1600 km2 de pădure și teren agricol, inclusiv peisajul cultural Lednice–Valtice, protejat de UNESCO, și mai multe castele și palate.
Liechtenstein a acordat azil politic pentru circa 500 de soldați ai Primei Armate Naționale Ruse (o forță colaboraționistă rusă aliată cu Wehrmachtul german) la sfârșitul celui de al Doilea Război Mondial. Circa 200 de membri ai grupului s-au lăsat convinși să revină în URSS. Ei au plecat cu un tren către Viena și nu s-a mai auzit nimic despre ei. Restul au rămas în Liechtenstein încă un an, rezistând, cu ajutorul Liechtensteinului, presiunilor guvernului sovietic de a participa la programul de „repatriere”. (Aliații occidentali, în conformitate cu acordurile stabilite cu ocazia Conferinței de la Ialta, au repatraiat cetățenii sovietici.) În cele din urmă, guvernul Argentinei a oferit azil și circa o sută de oameni au plecat acolo. Evenimentele sunt comemorate de un monument aflat în satul de frontieră Hinterschellenberg, și constituie tema documentarului francez de televiziune Le dernier secret de Yalta (Ultimul Secret al Ialtei) de Nicolas Jallot.
În 2005 s-a aflat însă că muncitori evrei din lagărul de concentrare Strasshof, au fost aduși de SS să muncească pe moșiile din Austria ale casei princiare de Liechtenstein.
Cetățenilor Liechtensteinului li s-a interzis să intre pe teritoriul Cehoslovaciei în timpul Războiului Rece. Mai recent, conflictul diplomatic din jurul controversatelor decrete Beneš de după război a condus la faptul că Liechtensteinul nu a avut relații diplomatice nici cu Cehia și nici cu Slovacia. Relațiile diplomatice au fost stabilite cu Cehia la 13 iulie 2009, și cu Slovacia la 9 decembrie 2009.

### Centru financiar
Liechtenstein avea mari probleme financiare după sfârșitul războiului în Europa. Dinastia de Liechtenstein a recurs adesea la vânzarea unor obiecte de patrimoniu artistic, inclusiv portretul „Ginevra de' Benci” de Leonardo da Vinci, achiziționat de Galeria Națională de Artă din Statele Unite în 1967 pentru 5 milioane de dolari (echivalent cu 35 de milioane de dolari la nivelul din 2015), preț record la vremea aceea pentru un tablou.
Până la sfârșitul anilor 1970, însă, țara s-a folosit de un nivel foarte redus de impozitare a afacerilor pentru a atrage în țară numeroase mari companii și devenind astfel una dintre cele mai bogate țări din lume.
Principele de Liechtenstein este al șaselea cel mai bogat monarh din lume cu o avere estimată la 5 miliarde de dolari. Populația țării se bucură de unul din cele mai ridicate niveluri de trai din lume.

## Guvernarea

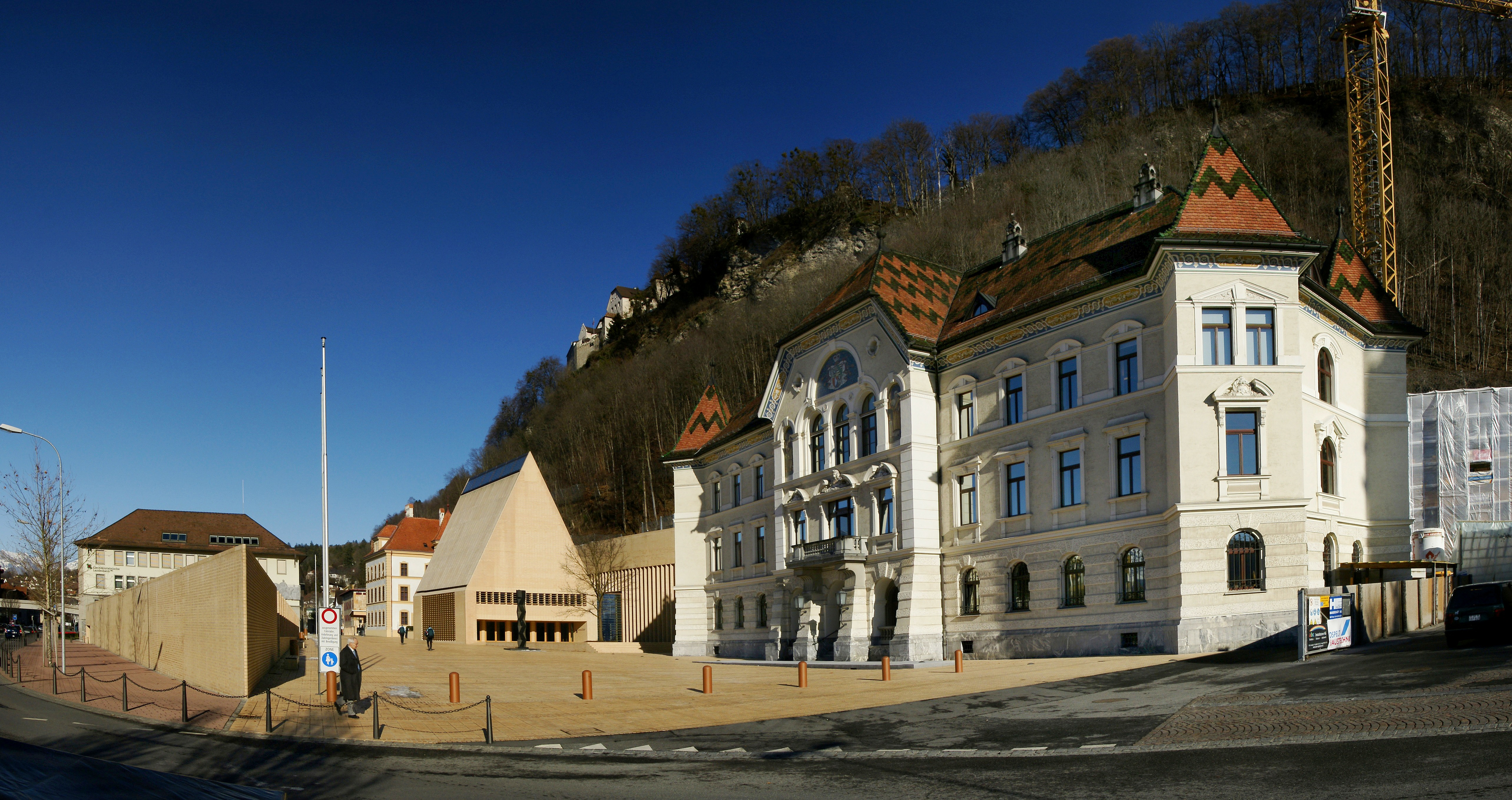
Clădirea guvernamentală din Vaduz.

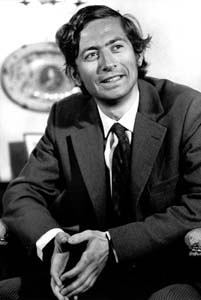
Hans-Adam al II-lea, principe de Liechtenstein, fotografiat de Erling Mandelmann în 1974.

Liechtenstein are ca șef de stat un monarh constituțional, în timp ce puterea legislativă aparține unui parlament ales. Este și o democrație directă, în care alegătorii pot propune și pot adopta legi și chiar amendamente constituționale fără vreo intervenție din partea legislativului. Constituția Liechtensteinului a fost adoptată în martie 2003, și a înlocuit constituția anterioară din 1921, prin care Liechtensteinul devenise monarhie constituțională condusă de principele domnitor din Casa Princiară de Liechtenstein. A fost stabilit un sistem parlamentar, deși principele domnitor a continuat să păstreze autoritate politică substanțială.
Principele domnitor este șeful de stat și reprezintă Liechtensteinul în relațiile internaționale (deși Elveția se ocupă în mare parte de relațiile diplomatice ale Liechtensteinului). Principele poate respinge legi adoptate de parlament. Principele poate convoca referendumuri, poate propune noi legi și poate dizolva parlamentul, deși ultima se face doar cu referendum național.
Cu puterea executivă este învestit un guvern colegial format din șeful guvernului (primul ministru) și patru consilieri guvernamentali (miniștri). Șeful guvernului și ceilalți miniștri sunt numiți de principe la propunerea și cu aprobarea parlamentului, ceea ce reflectă echilibrul partizan al acestuia din urmă. Constituția stipulează ca cel puțin doi membri ai guvernului să provină din fiecare din cele două regiuni ale țării. Membrii guvernului sunt responsabili individual și colectiv în fața parlamentului; parlamentul poate cere principelui să demită un ministru sau întregul guvern.
Puterea legislativă stă în Landtagul unicameral alcătuit din maxim 25 de membri aleși pentru mandate de maxim patru ani pe baza unei formule de reprezentare proporțională. Cincisprezece membri sunt aleși din „Oberland” („Țara de Sus”) și zece membri din „Unterland” („Țara de Jos”). Partidele trebuie să obțină cel puțin 8% din voturi pentru a obține un loc în parlament, adică suficient pentru 2 locuri din cele 25. Parlamentul propune și aprobă un guvern, numit formal de principe. Parlamentul poate adopta și voturi de neîncredere față de întregul guvern sau față de membrii individuali.
Dintre membrii săi, Parlamentul alege un „Landesausschuss” (Comitet Național) format din președintele parlamentului și patru alți membri. Comitetul Național îndeplinește rolul de control parlamentar. Parlamentul poate cere referendumuri pentru legile pe care le adoptă și împarte autoritatea de a propune legi spre adoptare cu principele și cu un număr minim de cetățeni necesar inițierii unui referendum.
Puterea judecătorească este organizată în Tribunalul Regional de la Vaduz, Înalta Curte Princiară de Apel de la Vaduz, Curtea Supremă Princiară, Tribunalul Administrativ, și Tribunalul de Stat. Acesta din urmă se pronunță pe tema conformității legilor nou adoptate față de Constituție și are cinci membri aleși de parlament.
La 1 iulie 1984, Liechtenstein a devenit ultima țară din Europa care a acordat femeilor dreptul la vot. Referendumul pe tema dreptului la vot pentru femei, la care au putut participa doar bărbații, a adoptat legea cu 51,3% voturi pentru.

### Noua constituție
Într-un referendum național ținut în martie 2003, aproape două treimi din alegători au votat în favoarea noii constituții propuse de Hans-Adam al II-lea, în locul celei vechi din 1921. Constituția nouă a fost criticată inclusiv de Consiliul Europei pentru că lărgea puterile monarhiei (perpetuând dreptul de veto asupra oricărei legi și permițând principelui să demită guvernul și miniștrii). Principele a amenințat că dacă nu este adoptată constituția, el va folosi unele proprietăți princiare în scop comercial și că se va muta în Austria. Familia princiară și principele se bucură de multă susținere publică pe plan intern, iar propunerea a fost adoptată cu 64% voturi pentru. O propunere de revocare a dreptului de veto al principelui a fost respinsă de 76% din alegători într-un referendum în 2012.
Spre deosebire de multe constituții naționale ale statelor unitare, în Liechtenstein orice comună are dreptul de a se separa de stat în urma votului majorității locuitorilor.

## Geografie

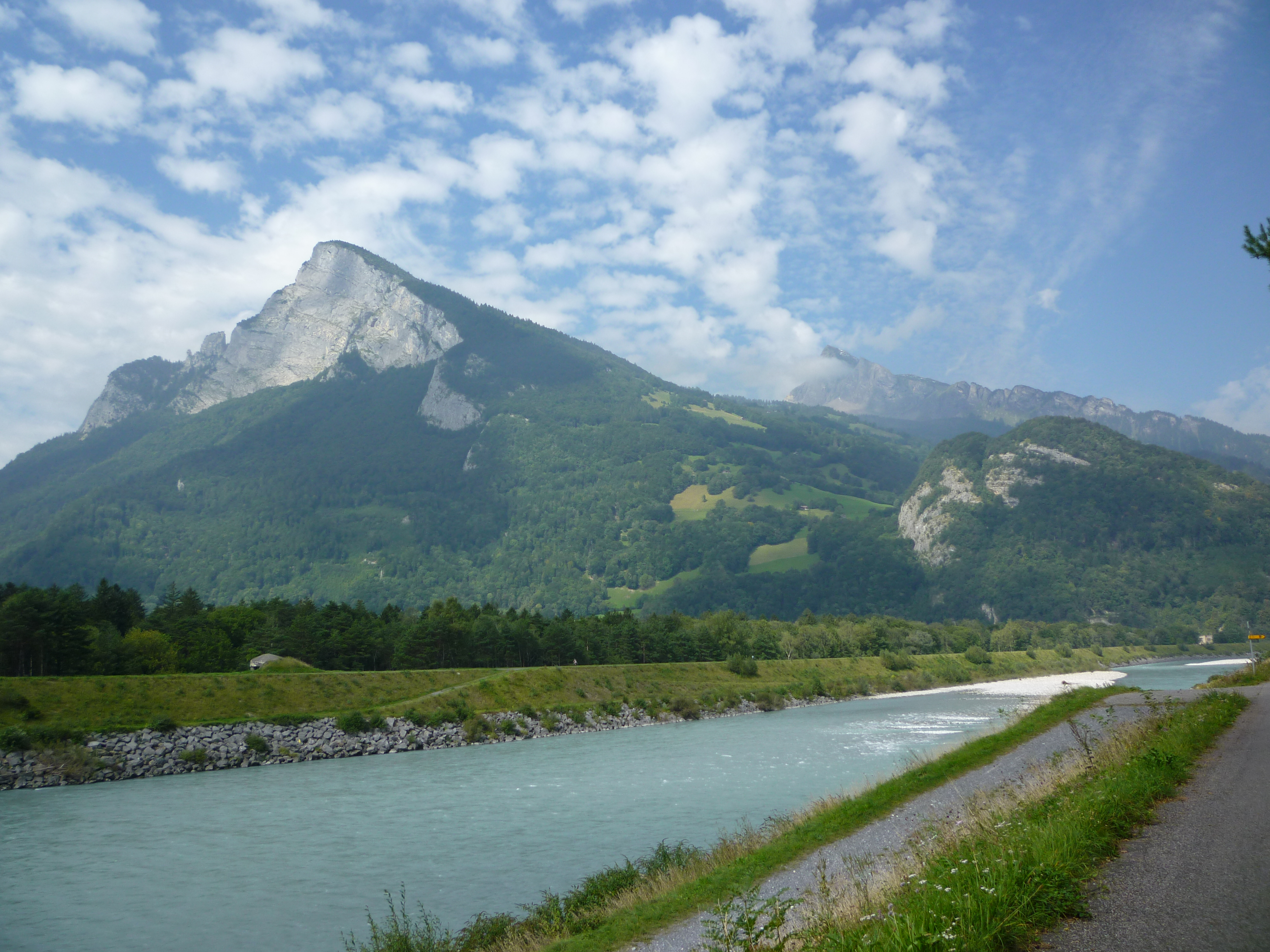
Rinul: granița între Liechtenstein și Elveția (vedere către Alpii Elvețieni).

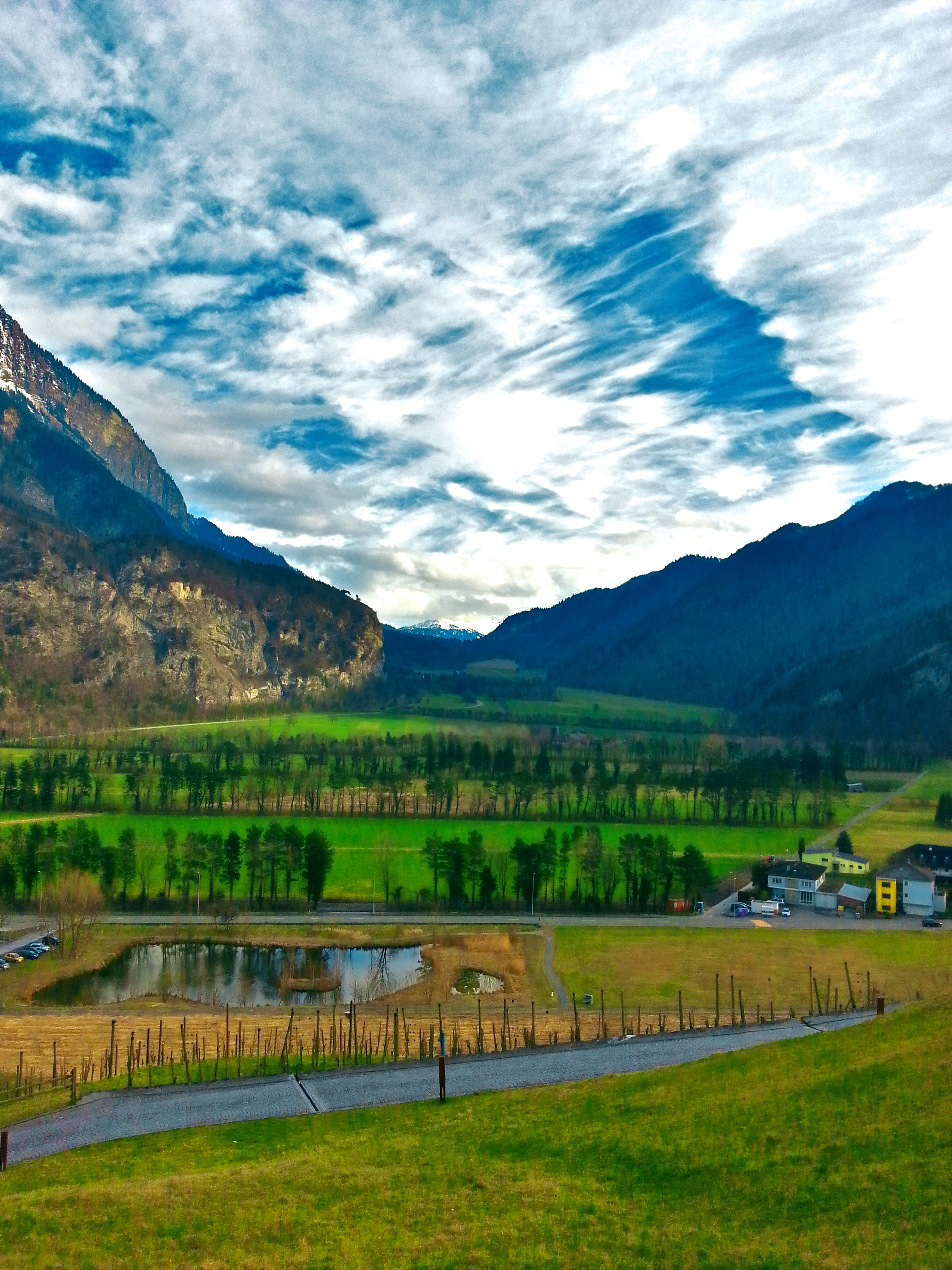
Câmpuri din Balzers văzute de la Castelul "Gutenberg"

Liechtenstein se află în valea Rinului Superior din Alpii europeni și se învecinează la est cu Austria și la sud și vest cu Elveția. Toată frontiera vestică a Liechtensteinului este formată de Rin. Măsurată de la sud la nord, țara are circa 24 km. Cel mai înalt vârf, Grauspitz, are 2599 m. Deși se află în Alpi, vânturile dinspre sud fac ca clima Liechtensteinului să fie relativ blândă. Iarna, pe versanții montani se practică sporturi de iarnă.
Noi studii geodezice cu măsurări mai precise au determinat că aria țării este de 160 km2 (61.776 sq mi), frontierele fiind de 77.9 km (48.4 mi). Astfel, Liechtenstein a descoperit cu această ocazie că frontierele sale sunt cu 1.9 km (1.2 mi) mai lungi decât se credea.
Liechtenstein este una dintre cele doar două țări din lume care nu are ieșire la mare și nici vecini cu ieșire la mare (cealaltă fiind Uzbekistan). Liechtenstein este a șasea cea mai mică țară independentă din lume după suprafață.
Principatul Liechtenstein este împărțit în 11 comune denumite Gemeinden (singular Gemeinde). Gemeinden sunt în general formate din doar un sat sau oraș. Cinci dintre ele (Eschen, Gamprin, Mauren, Ruggell și Schellenberg) formează districtul electoral Unterland („Țara de Jos”), restul (Balzers, Planken, Schaan, Triesen, Triesenberg și Vaduz) formând Oberland („Țara de Sus”).

## Economia

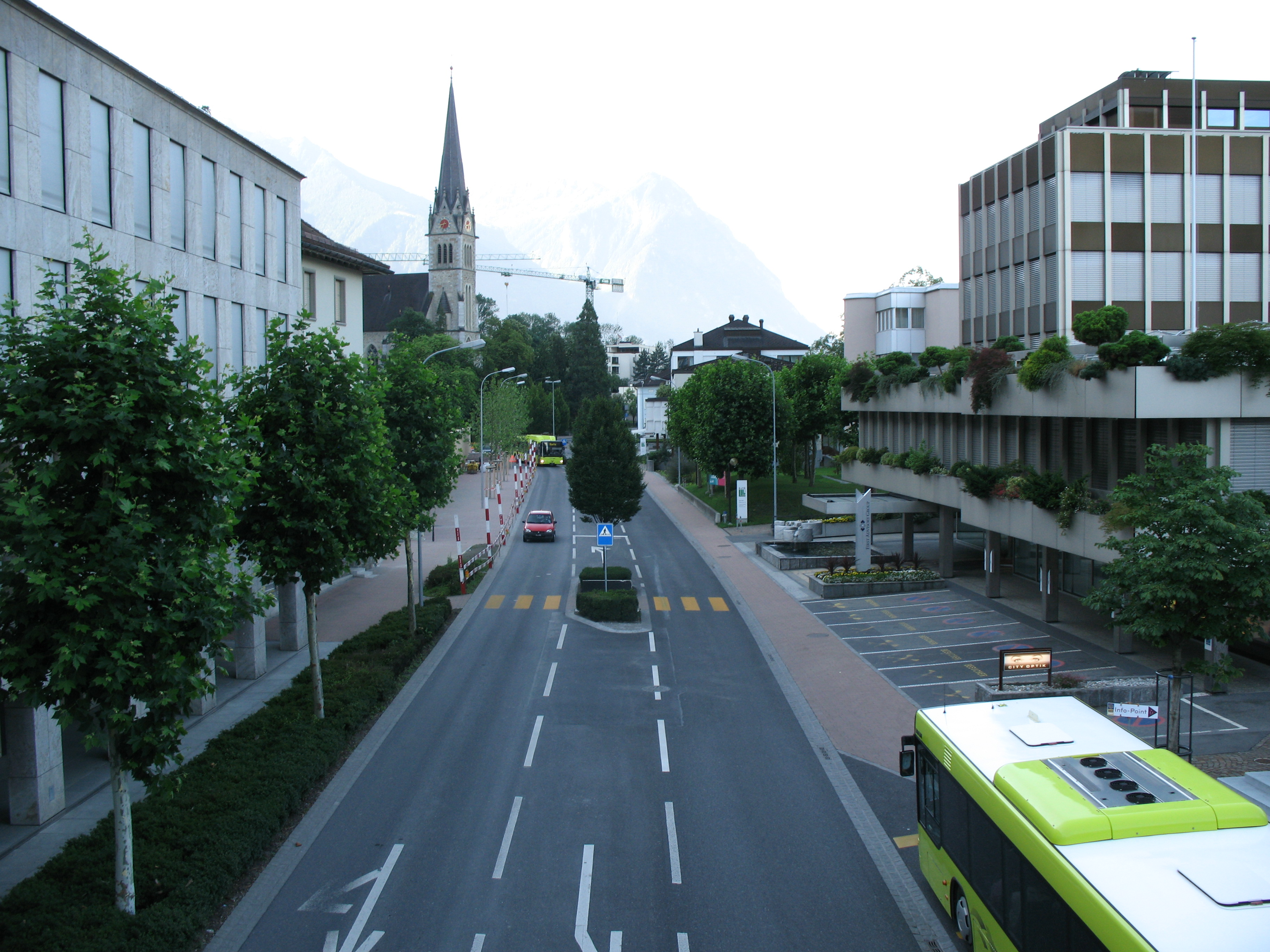
Vedere spre sud în centrul Vaduz-ului

În ciuda resurselor naturale limitate, Liechtenstein este una din puținele țări din lume care are mai multe firme înregistrate decât cetățeni; ea a dezvoltat o economie prosperă, foarte industrializată, și se laudă cu un sector al serviciilor financiare și cu un nivel de trai net superior altor zone urbane din vecinii europeni mai mari.
Taxarea foarte redusă a afacerilor (cea mai mică din Europa după Andorra, care nu impozitează cu mai mult de 10%)—impozitul pe profitul societăților comerciale având o cotă unică de 12,5%—precum și regulamentele foarte relaxate de înființare a firmelor au făcut ca circa 73.700 de companii-holding (așa numite „companii cu căsuță poștală”) să înregistreze birouri în Liechtenstein - de două ori mai multe ca cei 36.000 de locuitori. Aceasta aduce circa 30% din veniturile la bugetul de stat al Liechtensteinului. Liechtenstein generează venit și din Stiftungen („fundații”), entități financiare create pentru a ascunde adevăratul proprietar al activelor financiare ale unor cetățeni străini. Fundațiile se înregistrează pe numele unui localnic, adesea un avocat. Aceste legi fac din Liechtenstein un paradis fiscal popular pentru industriași extrem de bogați și pentru firmele care doresc să evite plata taxelor în țările lor de origine.
Recent, Liechtenstein a dat dovada unei hotărâri mai puternice de a destructura rețele internaționale de spălare a banilor și a încercat să-și promoveze o imagine de centru financiar legitim. În februarie 2008, LGT Bank a fost implicată într-un scandal de evaziune fiscală în Germania⁠(en)[traduceți], care a dus la încordarea relațiilor familiei princiare cu guvernul german. Principele Alois a acuzat guvernul german de trafic cu bunuri furate, referindu-se la achiziția de către acesta din urmă a unor informații bancare confidențiale cumpărate în schimbul a 7,3 milioane de dolari de la un fost angajat al LGT Group. Subcomisia pentru bănci din paradisuri fiscale a Senatului Statelor Unite a afirmat însă că LGT Bank, aflată în proprietatea familiei princiare, care are membri în board-ul acesteia, „este dornic părtaș și complice la evaziune fiscală, evitarea creditorilor și încălcarea hotărârilor judecătorești”.
Liechtenstein participă la o uniune vamală cu Elveția și folosește ca monedă națională francul elvețian. Țara importă circa 85% din energie. Liechtenstein este membră a Zonei Economice Europene (organizație-punte între Asociația Europeană de Liber Schimb (EFTA) și Uniunea Europeană) din mai 1995. Guvernul încearcă să armonizeze politicile sale economice cu cele ale Europei unite. Din 2002, rata șomajului în Liechtenstein s-a dublat. În 2008, ea se ridica la 1,5%. Actualmente, în Liechtenstein există un singur spital, Liechtensteinisches Landesspital din Vaduz. Produsul Intern Brut (PIB) în termenii parității puterii de cumpărare, este de 5,028 miliarde de dolari, sau 89.400 de dolari pe cap de locuitor, al doilea din lume.
Liechtenstein este un mare producător de ceramică și este cel mai mare producător mondial de dinți falși. Alte industrii sunt cea electronică, textilă, a instrumentelor de precizie, fabricarea metalelor, unelte de putere, dibluri, calculatoare, farmaceutice, și produse alimentare. Cea mai cunoscută companie internațională cu originea aici este Hilti, producător de aparatură pentru construcții. Liechtenstein produce grâu, orz, porumb, cartofi, lactate, animale și vinuri. Turismul reprezintă o mare parte a economiei țării.

### Impozitarea

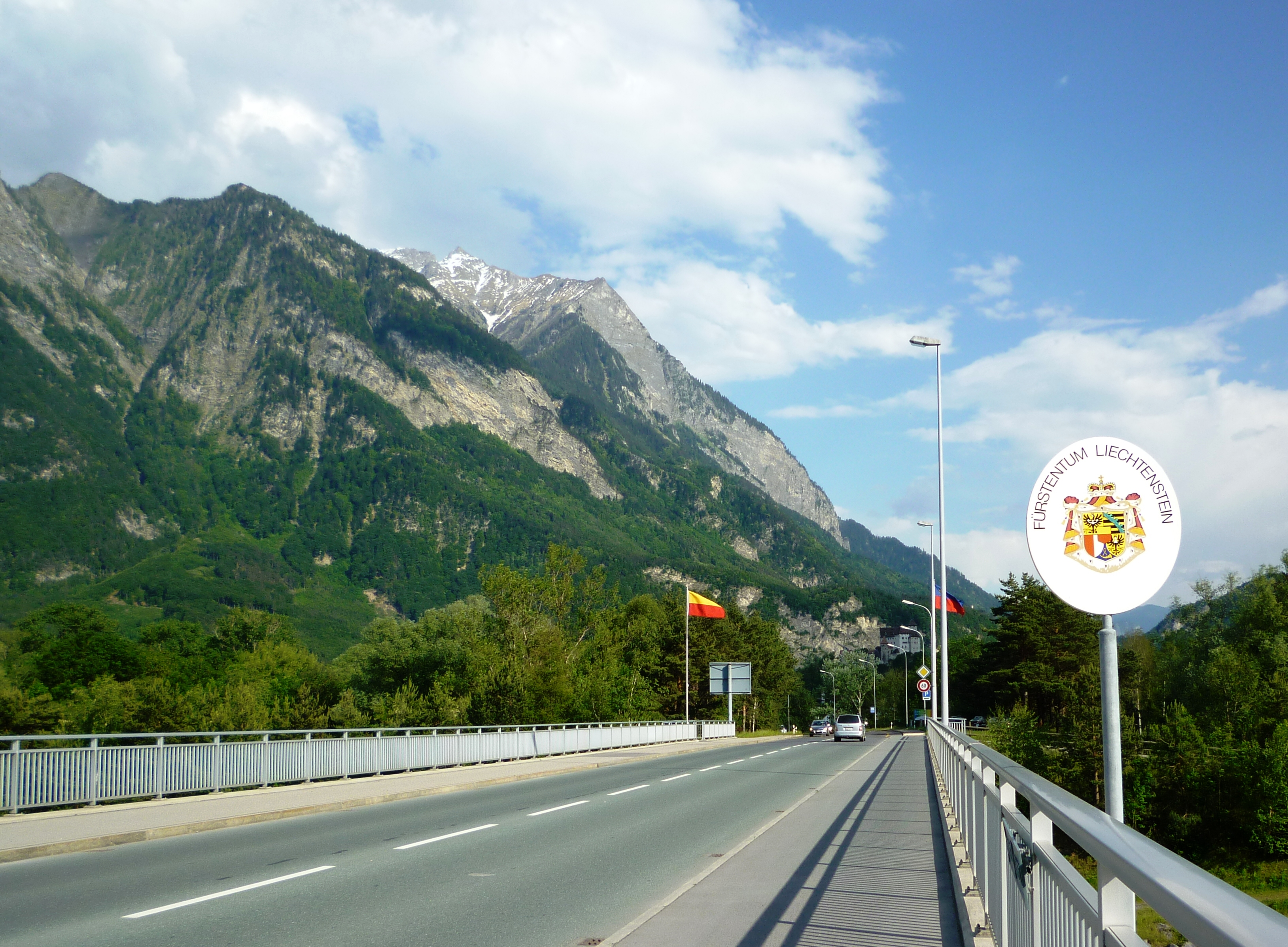
Din 1923, nu mai există control la frontiera dintre Liechtenstein și Elveția.

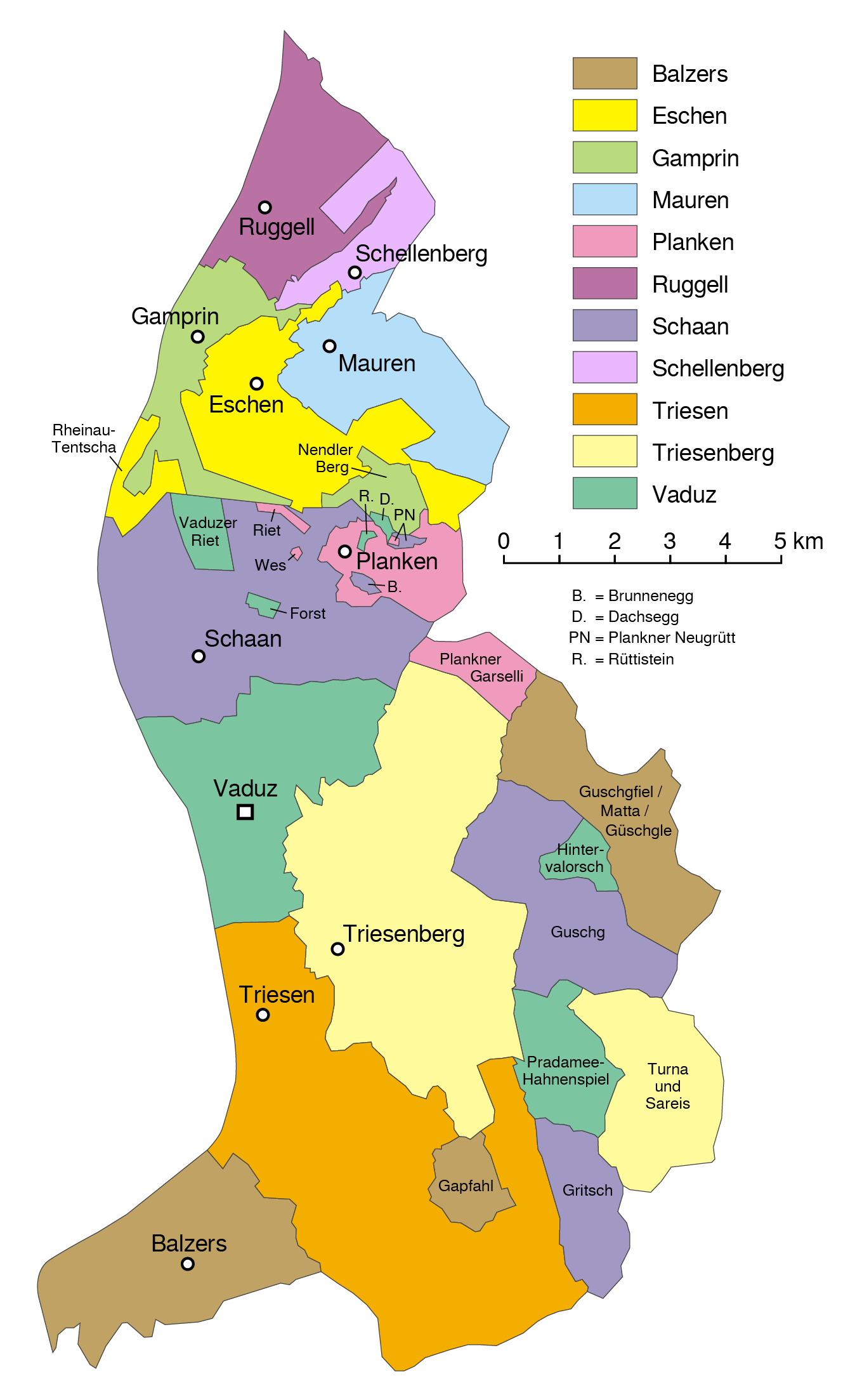
Comunele Liechtenstein-ului

Guvernul Liechtensteinului taxează atât veniturile personale cât și cele ale firmelor. Cota de impozitare de bază este de 1,2%. Combinată cu impozitul adițional pe venit impus de administrațiile locale, cota combinată de impozitare este de 17,82%. O taxă adițională pe venit de 4,3% este pusă pentru programul național de asistență socială. Această rată este mai mare pentru liber profesioniști, până la maxim 11%, impozitul total pe muncă fiind în total de circa 29%. Taxa pe averi mari pornește de la un nivel de bază de 0,06% pe an, și rata totală este de 0,89%. Impozitul pe profitul întreprinderilor este de 12,5%.
Taxele de donație și de succesiune în Liechtenstein variază în funcție de relația primitorului cu donatorul și de valoarea donației. Pentru rudele de gradul I, taxa este între 0,5% și 0,75%, iar pentru persoane neînrudite este între 18% și 27%. Taxa de succesiune este progresivă
Scandalul fiscal din 2008 a fost o serie de anchete fiscale în numeroase țări ale căror guverne suspectează că unii din cetățenii lor au evitat plata obligațiilor fiscale utilizând bănci și trusturi aflate în Liechtenstein; scandalul a izbucnit cu cel mai mare complex de anchete inițaite vreodată pentru evaziune fiscală în Republica Federală Germania. A fost văzut și ca o tentativă de a pune presiune pe Liechtenstein, pe atunci unul dintre ultimele paradisuri fiscale ce nu cooperează cu autoritățile—alături de Andorra și Monaco—identificate ca atare de Organizația pentru Cooperare și Dezvoltare Economică cu sediul la Paris în 2007. La 27 mai 2009, OCDE a scos Liechtensteinul de pe această listă neagră.
În august 2009, departamentul guvernului britanic pentru venituri și vămi a convenit cu Liechtensteinul începerea schimbului de informații. Se crede că până la 5000 de investitori britanici au aproximativ 3 miliarde de lire sterline depuse în conturi în această țară.

## Populația

### Demografie
Ca populație, Liechtensteinul este a patra cea mai mică țară din lume, după Vatican, San Marino și Monaco. Populația sa vorbește în principal limba alemanică, deși rezidenții sunt în proporție de circa o treime străini, în special vorbitori de germană din Germania, Austria și Elveția, alți elvețieni, italieni și turci. Străinii alcătuiesc până la două treimi din forța de muncă din țară.
Liechtensteinezii au o speranță de viață la naștere de 80,31 ani, bărbații: 76,86 ani, femeile: 83,77 ani (estimare din 2011). Rata mortalității infantile este de 4,64 morți la mia de nașteri, conform unor estimări recente.

### Limbile
Limba oficială este germana; majoritatea localnicilor vorbesc un dialect alemanic al germanei, foarte depărtat de germana standard, dar foarte apropiat de dialectele vorbite în regiunile vecine Elveția și Vorarlberg din Austria. În Triesenberg, dialectul local este promovat de autoritățile locale. Germana standard elvețiană este însă înțeleasă și vorbită de majoritatea populației țării.

### Religia
Conform recensământului din 2000, 87,9% din populație este creștină, dintre care 78,4% sunt romano-catolici, ei formând Arhidioceza Romano-Catolică a Vaduzului, în timp ce circa 8% sunt protestanți. Față de recensământul din 1990, procentajul creștinilor a scăzut, în timp ce musulmanii și persoanele care nu au declarat o religie și-au dublat numărul. Conform unui raport al Pew Research Center din 2009, musulmanii constituie aproximativ 4,8% din populație.
| Religie                   | 1990  | 2000  | 2015  |
| ------------------------- | ----- | ----- | ----- |
| Catolici                  | 84,9% | 78,4% | 73,4% |
| Reformați                 | 9,4%  | 7,9%  | 8,2%  |
| Creștini ortodocși        | 0,7%  | 1,1%  | 1,3%  |
| Nedeclarat / fără religie | 2,4%  | 7%    | 7%    |
| Alte culte creștine       | 0,1%  | 0,4%  | 0,3%  |
| Musulmani                 | 2,4%  | 4,8%  | 5,9%  |
| Iudaici                   | 0%    | 0,1%  | 0%    |
| Alte religii              | 0,1%  | 0,3%  | 0,8%  |

## Educația

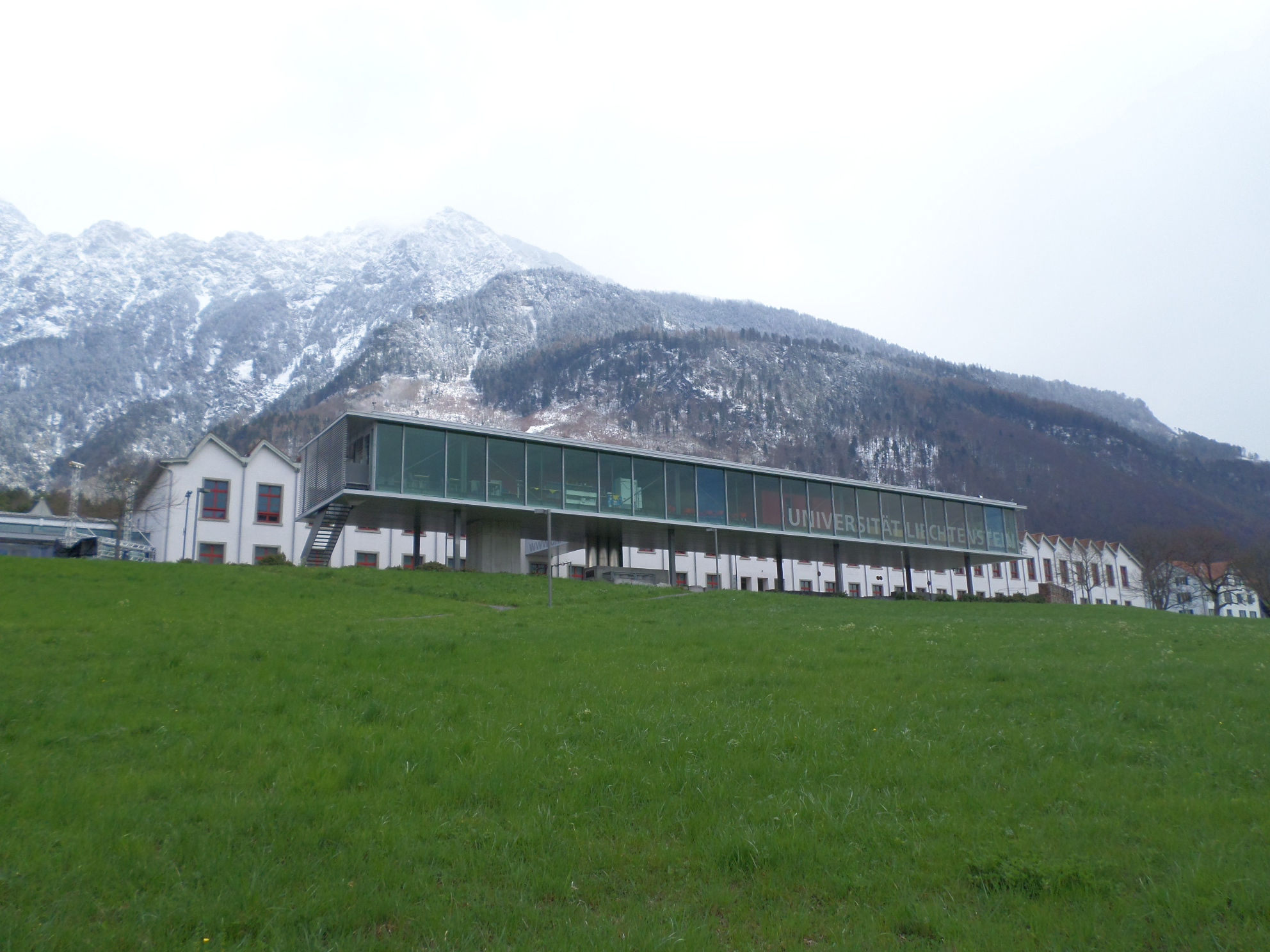
Universitatea Liechtenstein-ului

Rata alfabetizării în Liechtenstein este de 100%. În raportul pe 2006 al Programului pentru Evaluarea Internațională a Studenților, coordonat de Organizația pentru Cooperare și Dezvoltare Economică, sistemul de educație din Liechtenstein se clasa pe locul 10 în lume.
 În Liechtenstein, există patru centre principale de educație superioară:
- Universitatea Liechtensteinului
- Universitatea Privată din Principatul Liechtenstein
- Institutul din Liechtenstein
- Academia Internațională de Filosofie, Liechtenstein

## Transporturile
În interiorul țării există circa 250 km de drumuri asfaltate, cu 90 km de piste pentru biciclete.

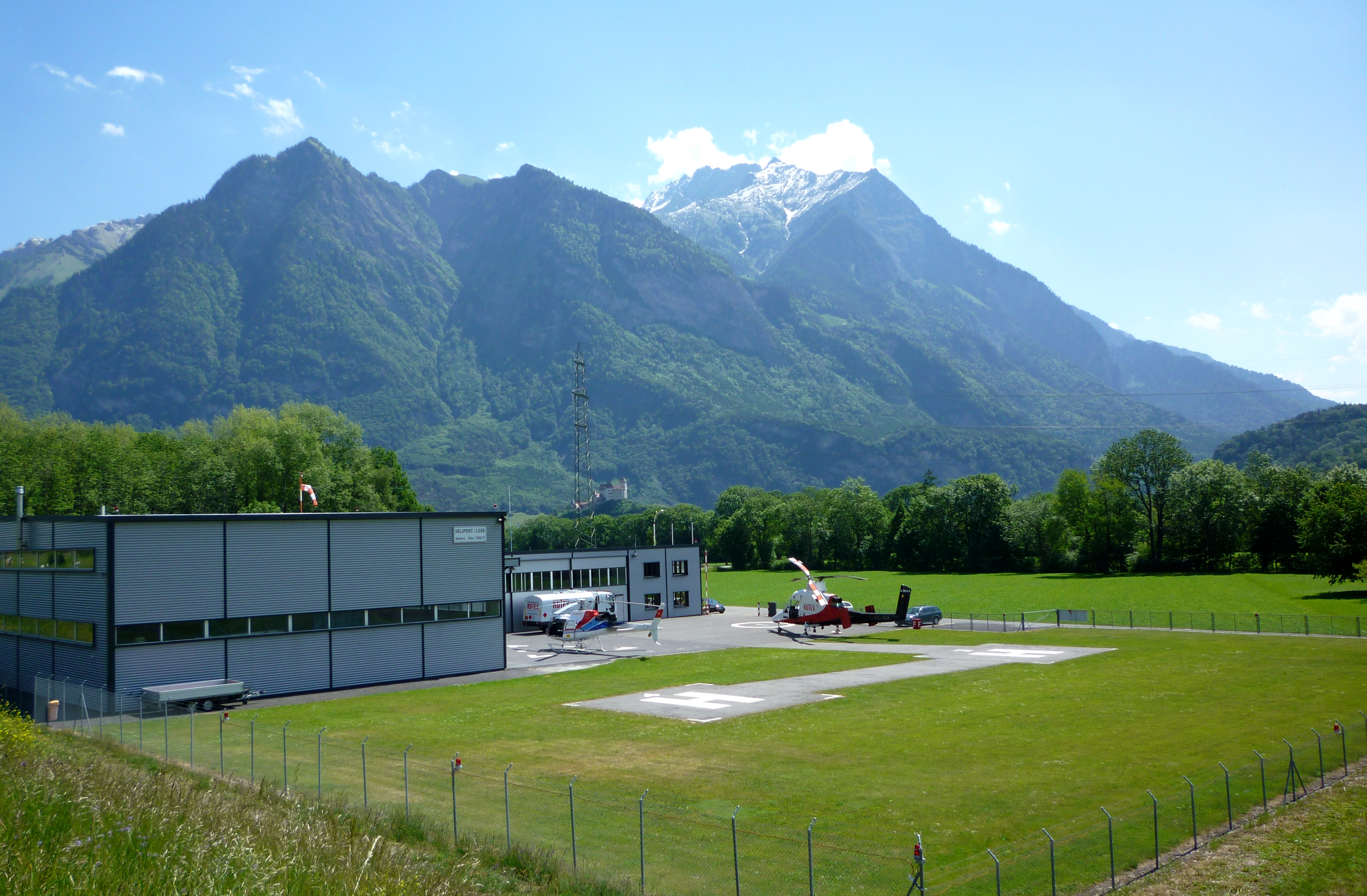
Heliportul "Balzers"

O cale ferată de 9,5 km leagă Austria de Elveția prin Liechtenstein. Căile ferate din țară sunt administrate de Căile Ferate Austriece ca parte a rutei între Feldkirch, Austria, și Buchs, Elveția. Liechtenstein se află nominal în zona de taxare austriacă Verkehrsverbund Vorarlberg. Pe teritoriul țării există patru stații de cale ferată, anume Schaan-Vaduz, Forst Hilti, Nendeln și Schaanwald, deservite de trenuri cu opriri neregulate între Feldkirch și Buchs operate de Căile Ferate Austriece. Pe această rută circulă și trenuri EuroCity și de distanțe lungi, dar acestea nu opresc în mod normal în stațiile din Liechtenstein.
Liechtenstein Bus este o subsidiară a sistemului Swiss Postbus, dar operată separat, ea oferind legături cu rețeaua elvețiană de autobuze la Buchs și la Sargans. Există și autobuze care duc în orașul austriac Feldkirch.
Liechtenstein nu are aeroport. Cel mai apropiat aeroport mare este Aeroportul Zürich din Elveția (130 km pe șosea). Cel mai apropiat aeroport mic este Aeroportul St. Gallen (50 km). Accesul în Liechtenstein se poate face și prin Aeroportul Friedrichshafen aflat la 85 km distanță. Heliportul Balzers este disponibil pentru zboruri de elicopter în regim charter.

## Cultura

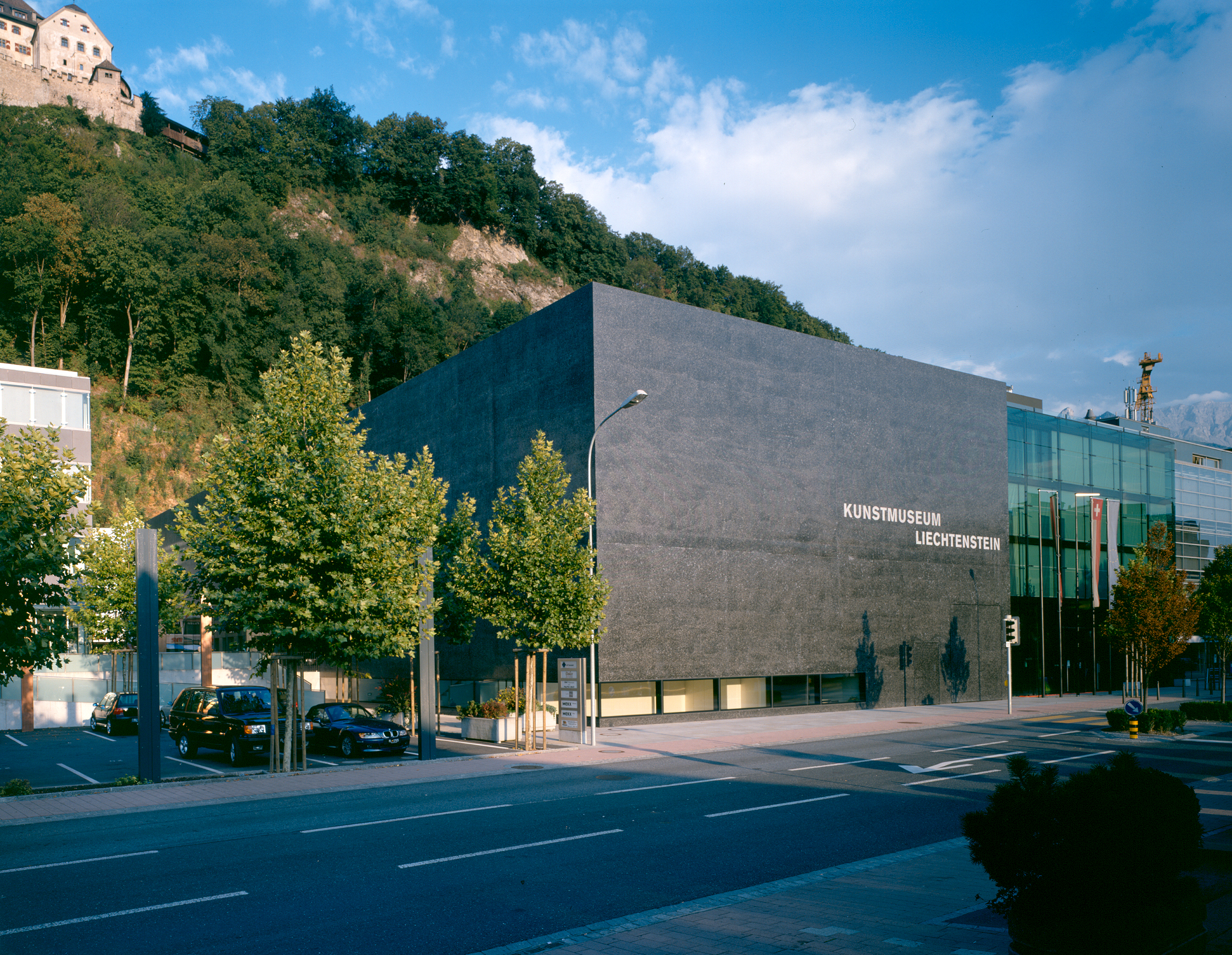
Kunstmuseum (Muzeul de Artă din Liechtenstein)

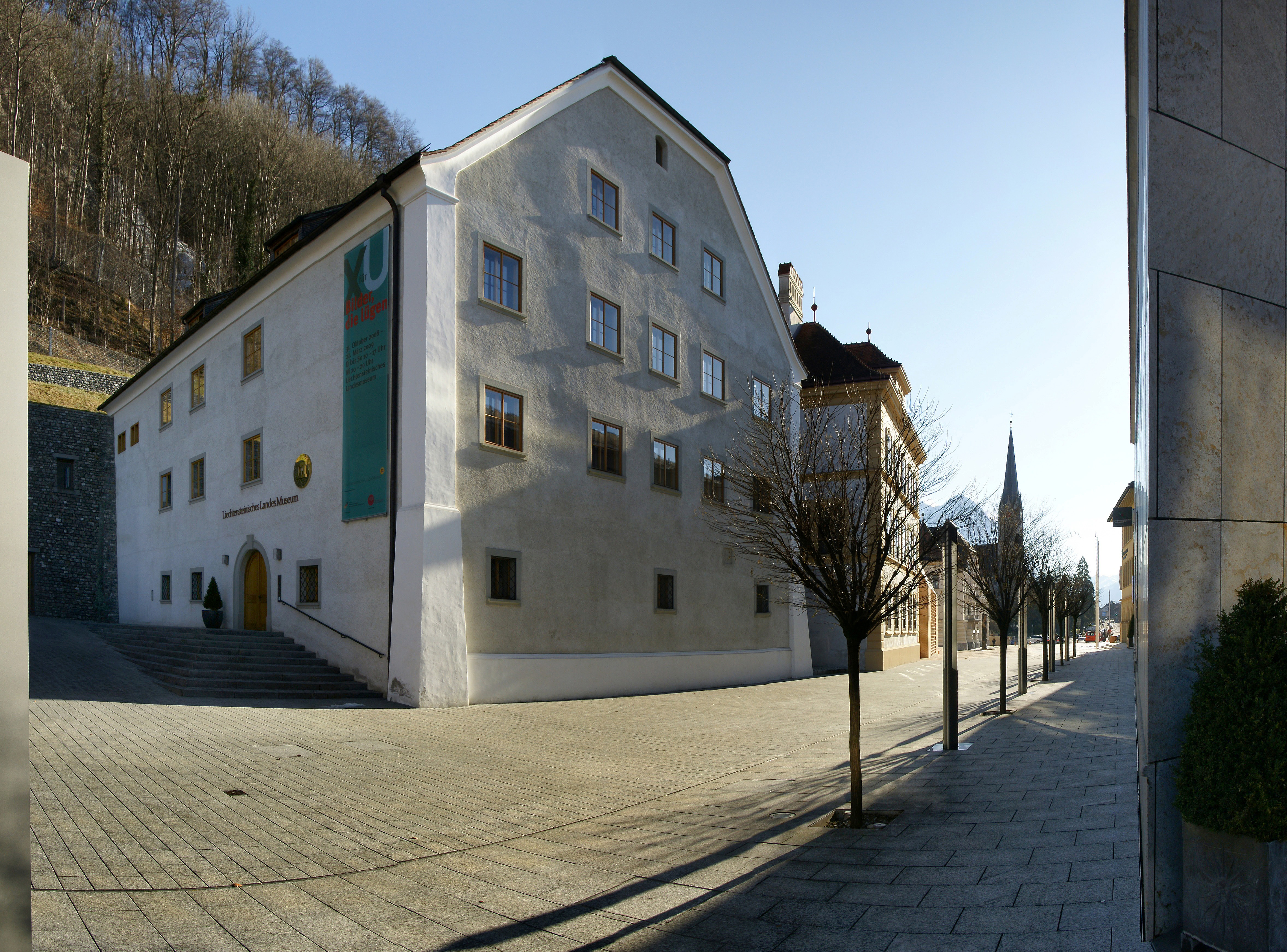
Muzeul Național din Liechtenstein

Ca urmare a dimensiunilor reduse, Liechtenstein a fost puternic afectat de influențe culturale externe, mai ales cele din zonele germanofone ale Europei, inclusiv Austria, Baden-Wurttemberg, Bavaria, Elveția și mai ales Tirol și Vorarlberg. „Societatea Istorică a Principatului Liechtenstein” joacă un rol în conservarea culturii și istoriei țării.
Cel mai mare muzeu este Kunstmuseum Liechtenstein, un muzeu internațional de artă modernă și contemporană cu o colecție de artă importantă. Clădirea proiectată de arhitecții elvețieni Morger, Degelo și Kerez este un reper important pentru Vaduz. Ea a fost terminată în noiembrie 2000 și formează o „cutie neagră” de beton vopsit și bazalt negru. Colecția muzeului este și colecția națională de artă a Liechtensteinului.
Celălalt muzeu important este Muzeul Național Liechtenstein (Liechtensteinisches Landesmuseum) cu expoziția sa permanentă despre istoria culturală și naturală a Liechtensteinului. Există și un muzeu al timbrelor, un muzeul al schiului și un Muzeu al Satului vechi de 500 de ani.
Biblioteca de Stat Liechtenstein este biblioteca ce reprezintă depozit legal pentru toate cărțile publicate în țară.
Cele mai celebre monumente istorice sunt Castelul Vaduz, Castelul Gutenberg, Casa Roșie și ruinele Schellenbergului.
Colecția Privată de Artă a Principelui de Liechtenstein, una dintre cele mai importante colecții private de artă, este expusă la Muzeul Liechtenstein din Viena.
De ziua națională a țării, toți supușii sunt invitați la castel de șeful statului. O parte importantă a populației participă la sărbătoarea națională de la castel, unde se țin discursuri și se servește bere.

## Media
Principalul furnizor de servicii de Internet și operator de telefonie mobilă din Liechtenstein este Telecom Liechtenstein, cu sediul în Schaan. Există un singur post de televiziune în țară, postul privat 1FLTV înființat în 2008. 1FLTV nu este încă membru al Uniunii Europeane de Radio și Televiziune. L-Radio, înființat în 2004, este post de radio național și emite din Triesen. L-Radio are circa 50.000 de ascultători și a început ca „air Radio Liechtenstein” la 15 octombrie 1938. Liechtenstein are și două ziare principale: Liechtensteiner Volksblatt și Liechtensteiner Vaterland. Principala companie de multimedia din Liechtenstein este ManaMedia, cu sediul în Vaduz.
Unii vizitatori ai țării, dar și localnici, sunt radioamatori. Spre deosebire însă de alte state suverane, Liechtenstein nu are un prefix ITU al său, ci utilizează prefixele Elveției (de regulă „HB”) urmate de un zero.
Muzica și teatrul joacă un rol important în cultură. Există multe organizații muzicale, cum ar fi Compania Muzicală Liechtenstein, anual se ține festivalul Zilele Chitarei, iar în domeniul teatrului activează Societatea Internațională Josef Gabriel Rheinberger, care își desfășoară activitatea în două teatre principale.

## Sporturi

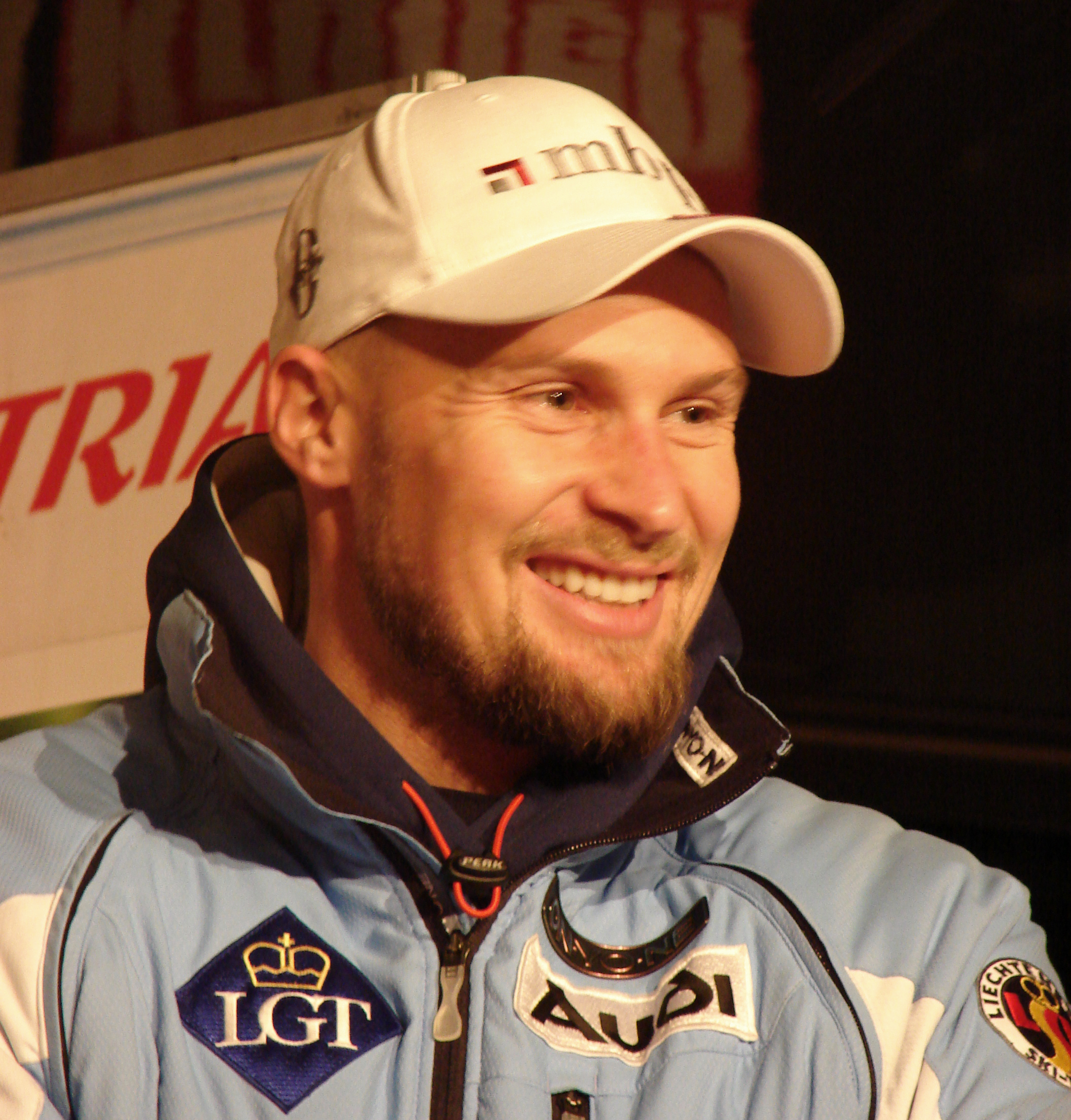
Marco Büchel, primul schior alpin liechtensteinez care a concurat la șase ediții ale Jocurilor Olimpice de Iarnă.

Echipele de fotbal din Liechtenstein joacă în sistemul de ligi elvețian. Cupa Liechtensteinului la fotbal permite unui club din țară să participe anual la întrecerile continentale ale UEFA Europa League; FC Vaduz, echipă ce activează în Superliga Elvețiană, primul eșalon al fotbalului elvețian, este cea mai titrată echipă, și a repurtat cel mai mare succes european în Cupa Cupelor din 1996 când a elimiat echipa letonă FC Universitate Riga cu 1–1 și 4–2, urmând apoi să joace o foarte profitabilă dublă manșă cu Paris Saint-Germain F.C., în fața cărora a pierdut cu 0–4 și 0–3.
Echipa națională de fotbal a Liechtensteinului este considerată un adversar facil pentru orice echipă ajunge să joace împotriva sa; aceasta a stat la baza unei cărți despre campania de calificare a Liechtensteinului pentru Cupa Mondială 2002 scrisă de autorul britanic Charlie Connelly. Într-o săptămână a surprizelor din toamna lui 2004 însă, echipa a reușit un egal 2–2 cu Portugalia, care cu doar câteva luni înainte jucase finala Campionatului European. Patru zile mai târziu echipa Liechtensteinului a jucat în deplasare în Luxemburg, unde au învins echipa gazdă cu 4–0 într-un meci pentru preliminariile Campionatului Mondial din 2006. Apoi, în calificările Campionatului European din 2008, Liechtenstein a învins Letonia cu 1–0, rezultat ce a dus la demisia antrenorului leton. Mai departe, ei au învins Islanda cu 3–0 la 17 octombrie 2007, rezultat considerat a fi una dintre cele mai dramatice înfrângeri pentru naționala islandeză. La 7 septembrie 2010, naționala a fost la câteva secunde de un egal 1–1 cu Scoția la Glasgow, după ce conducea cu 1–0 în prima repriză, dar Scoția s-a impus cu 2–1 datorită golului lui Stephen McManus în minutul 7 al prelungirilor. La 3 iunie 2011, Liechtenstein a învins și Lituania cu 2–0.
Țară alpină, principala oportunitate sportivă pentru liechtensteinezi o constituie sporturile de iarnă: singura zonă de schi din țară este Malbun. Hanni Wenzel a câștigat două medalii de aur și una de argint la Jocurile Olimpice de Iarnă din 1980, după ce câștigase un bronz în 1976, iar fratele ei Andreas a câștigat și el o medalie de argint în 1980 și una de bronz în 1984 la slalom uriaș. Cu nouă medalii în total (toate la schi alpin), Liechtenstein a câștigat mai multe medalii olimpice pe cap de locuitor decât orice altă țară. Este cea mai mică țară care a câștigat vreo medalie olimpică, de iarnă sau de vară, și singura care a câștigat medalii la Olimpiadele de Iarnă dar nu și la cele de Vară. Alți schiori notabili din Liechtenstein sunt Marco Büchel, Tina Weirather, Willi Frommelt, Paul Frommelt și Ursula Konzett. Din Liechtenstein este și Stephanie Vogt, o jucătoare profesionistă de tenis.

### Tineret
Liechtenstein concurează în Turneul U16 din Elveția, ceea ce oferă tinerilor fotbaliști ocazia de a juca împotriva unor echipe de top.

## Securitate și apărare
Poliția Națională din Liechtenstein este responsabilă cu păstrarea ordinii în țară. Ea constă din 87 de ofițeri de teren și 38 civili, în total 125 de angajați. Toți ofițerii sunt echipați cu arme mici. Țara are una dintre cele mai reduse rate ale criminalității din lume. Penitenciarele din Liechtenstein au foarte puțini deținuți, cei cu sentințe de peste doi ani fiind transferați autorităților austriece. Poliția Națională din Liechtenstein menține un tratat trilateral cu Austria și Elveția  ce permite cooperare transfrontalieră între forțele celor trei țări.
Liechtenstein urmează o politică de neutralitate și este una din puținele țări din lume care nu au armată. Armata a fost abolită la scurt timp după Războiul Austro-Prusac din 1866, în care Liechtensteinul a participat cu o armată de 80 de oameni, deși nu au fost implicați în lupte. Dispariția Confederației Germane în urma acelui război a eliberat Liechtensteinul de obligația internațională de a avea o armată, iar parlamentul a profitat de ocazie și a refuzat să mai finanțeze una. Principele a obiectat, întrucât considera că țara ar rămâne fără apărare, dar la 12 februarie 1868 a acceptat și a desființat forța. Ultimul soldat care a servit sub culorile Liechtensteinului a murit în 1939 la 95 de ani.
În anii 1980, Armata Elvețiană a tras proiectile în cadrul unui exercițiu și a incendiat din greșeală o bucată de pădure de pe teritoriul Liechtensteinului. Se spune că incidentul s-a rezolvat „la o ladă de vin alb”.
În martie 2007, o unitate elvețiană de infanterie de 170 de persoane s-a rătăcit într-un exercițiu militar și a pătruns din greșeală 1,5 km în Liechtenstein. „Invazia” accidentală a luat sfârșit când unitatea a observat greșeala și s-a întors. Armata elvețiană a informat apoi Liechtensteinul de incursiune și a prezentat scuze.